# Hernán Borja
Hernán Borja, detto Chico (Quito, 24 agosto 1959 – Plantation, 25 gennaio 2021), è stato un calciatore, giocatore di calcio a 5 e allenatore di calcio ecuadoriano naturalizzato statunitense.

## Carriera
Con la nazionale maschile di calcio a 5 degli Stati Uniti d'America Borja ha disputato il FIFA Futsal World Championship 1992 in cui gli statunitensi hanno colto il loro miglior risultato di sempre giungendo alla medaglia d'argento dopo la finale persa per 4-1 contro il Brasile.

## Palmarès

### Calcio

#### Club

##### Competizioni nazionali
- Campionato NASL: 1

N. Y. Cosmos: 1982